# 若望十三世
若望十三世（拉丁語：Ioannes PP. XIII；？—972年9月6日）於965年10月1日至972年9月6日出任教宗。
教宗良八世於965年去世後，東法蘭克國王奧托一世指定若望十三世當教宗，不過終於受到了羅馬人的反對。奧托一世於是進軍義大利，以武力扶若望十三世上台。

## 譯名列表
- 若望十三世：天主教香港教區禮儀委員會：禧年專頁 （页面存档备份，存于）、香港天主教教區檔案　歷任教宗、《大英簡明百科知識庫》2005年版、國立編譯舘作若望。
- 约翰十三世：《世界人名翻譯大辭典》1993年版作約翰。